# والي هنري
والي هنري (بالإنجليزية: Wally Henry)‏ هو لاعب كرة قدم أمريكية أمريكي، ولد في 30 أكتوبر 1954 في سان دييغو في الولايات المتحدة.

## وصلات خارجية
- والي هنري على موقع مرجع كرة القدم المحترفة.كوم (الإنجليزية)